# Fügen
Fügen is een gemeente in het district Schwaz in de Oostenrijkse deelstaat Tirol.

## Geografie
Fügen wordt gezien als de belangrijkste plaats in het eerste deel van het Zillertal. Het dorp ligt op de brede puinwaaier van de Rischbach. Het gemeentegebied omvat naast het hoofddorp ook de kernen Gagering in het noorden, Kapfing in het zuiden, bij de Finsingbach het industrieterrein Kleinboden en Haidach op de berghellingen. Een deel van Finsing valt ook onder de gemeente Fügen.

## Geschiedenis
In 1982 gevonden urngraven in Kapfing wijzen op een vroege bewoning van het gebied, reeds in de bronstijd. Finsing werd in 927 reeds als Funzina officieel vermeld, Fügen zelf volgde pas aan het begin van de 12e eeuw. Fügen viel kerkelijk gezien onder het bisdom Brixen, maar staatsrechtelijk hoorde het tot 1803 tot het aartsbisdom Salzburg.
De hoge nood gedurende de Dertigjarige Oorlog leidde op 19 mei 1645 tot de opstand van de boeren uit Fügen tegen hun landsvorst, de aartsbisschop van Salzburg, aan wie zij pacht dienden af te dragen. Alle Zillertaler boeren die onderworpen waren aan deze bisschop sloten zich uiteindelijk bij deze opstand aan.
In 1678 werd een eigen rechter voor het Salzburger gerecht Fügen aangesteld, dat in 1849 als kantongerecht werd aangeduid. In 1923 werd Fügen bij het kantongerecht Zell am Ziller gevoegd.
In de 15e eeuw vormde Fügen het industriële centrum van het Zillertal. Hier werden kanonskogels, harnassen en metalen platen vervaardigd. In 1697 bouwden de Fügener metaalbewerkers een hoogoven in het Beierse Kiefersfelden. Vanwege toenemende concurrentie sloten de metaalbewerkende bedrijven aan het einde van de 19e eeuw hun deuren.

## Economie en infrastructuur
De economie wordt gevormd door landbouw, handel, industrie en zeker niet in de laatste plaats het toerisme. Fügen is zowel gericht op winter- als zomertoerisme en profiteert daarbij sterk van nabijgelegen skigebieden als Hochfügen-Zillertal en Spieljoch. Het skigebied van Hochfügen, gescheiden van het Spieljoch-gebied, vormt samen met het nabijgelegen skigebied van Kaltenbach één gebied, wat door middel van liften en pistes verbonden is.
Fügen ligt aan de Zillertal-Bundesstraße. Vanuit het dorp voeren straten naar Fügenberg en Hochfügen. In de gemeente liggen drie stations langs de Zillertalspoorlijn: Gagering, Fügen-Hart en Kapfing.